# Gabriel Peter von Haselberg
Gabriel Peter Haselberg, ab 1810 von Haselberg, (* 4. August 1763 in Greifswald; † 28. Oktober 1838 ebenda) war ein deutscher Jurist und Präsident des Oberappellationsgerichts Greifswald.

## Leben
Gabriel Peter Haselberg war der Sohn des Landsyndikus Peter Matthias Haselberg (1712–1780) und dessen Frau Amalia, Tochter des Theologen Laurentius Stenzler. Nach dem Besuch der Greifswalder Stadtschule begann er 1778 ein Studium an der Universität Greifswald. Zu seinen Lehrern gehörten dort Hermann Becker, Thomas Heinrich Gadebusch und Schlichtekrull. Von 1781 bis 1785 studierte er an der Universität Göttingen unter anderem bei Georg Ludwig Böhmer, Johann Stephan Pütter, Justus Friedrich Runde und Johann Peter Waldeck. In Göttingen, wo er von 1785 bis 1788 als Privatdozent lehrte, wurde er 1787 zum Doktor der Rechte promoviert. 1788 wurde er außerordentlicher Professor an der Universität Helmstedt. Von 1791 bis 1797 hatte er einen Lehrstuhl an der Universität Erlangen, wo er an der philologischen Fakultät das Magisterdiplom erhielt.
Durch Veröffentlichungen zu juristischen und rechtshistorischen Themen sowie durch die Herausgabe der „Juristischen Bibliothek“ (Göttingen 1789–1790) und der „Neuen juristischen Bibliothek“ (1791–1794) wurde er in Fachkreisen bekannt und anerkannt. Nachdem Haselberg seine sechsjährige Pflichtdienstzeit in Erlangen absolviert hatte, folgte er 1797 der Berufung durch die Regierung Schwedisch-Pommerns zum Oberappellationsrat an das Wismarer Tribunal. Mit dem Tribunal übersiedelte er 1803 nach Greifswald. Eine Professur an der juristischen Fakultät war mit dem Amt verbunden. 1810 wurde er zusammen mit seinem Bruder Lorenz Wilhelm von Haselberg in den schwedischen Adelsstand erhoben. 1814 wurde er zum Ritter des Nordstern-Ordens ernannt. Das Gericht – seit 1810 führte es den Namen Oberappellationsgericht Greifswald – behielt seine Stellung auch nach dem Übergang Schwedisch-Pommerns an Preußen im Jahre 1815. Haselberg blieb, jetzt in preußischen Diensten, Richter am Oberappellationsgericht und wurde 1831 zum Präsidenten des Oberappellationsgerichts befördert.
Gabriel Peter von Haselberg starb 1838, kurze Zeit nachdem er sein fünfzigjähriges Dienstjubiläum gefeiert hatte, zu dessen Anlass er den Roten Adlerorden 2. Klasse mit Eichenlaub erhalten hatte.

## Schriften
- Tractatus De Pactis Confraternitatis Prolusio. Rosenbusch, Göttingen 1787 (Digitalisat).
- Juristische Bibliothek. 2 Bände. Vandenhoeck & Ruprecht, Göttingen 1789–1790 (Digitalisat Band 1, Band 2).
- Neue Juristische Bibliothek (Der Juristischen Bibliothek Band 3,1 und 2) Lübeck, Baireuth 1791 (Digitalisat Band 1, Band 2).
- Über Pütters teutsche Reichsgeschichte in ihrem Hauptfaden entwickelt. Götting 1778. Erlangen 1792.